# Odynerus cockerelli
Odynerus cockerelli är en stekelart som först beskrevs av Cameron.  Odynerus cockerelli ingår i släktet lergetingar, och familjen Eumenidae. Inga underarter finns listade i Catalogue of Life.